# Longga'er
Longga'er (kinesiska: 隆嘎尔, 隆嘎尔乡) är en socken i Kina. Den ligger i den autonoma regionen Tibet, i den sydvästra delen av landet, omkring 700 kilometer väster om regionhuvudstaden Lhasa. Antalet invånare är 3 275. Befolkningen består av 1 577 kvinnor och 1 698 män. Barn under 15 år utgör 33 %, vuxna 15-64 år 62 %, och äldre över 65 år 4,0 %.
Genomsnittlig årsnederbörd är 494 millimeter. Den regnigaste månaden är juli, med i genomsnitt 108 mm nederbörd, och den torraste är april, med 15 mm nederbörd.